# Cedric Hatenboer
Cedric Hatenboer (Rotterdam, 19 maart 2005) is een Nederlands betaald voetballer die doorgaans op het middenveld speelt. Sinds januari 2025 staat hij onder contract bij RSC Anderlecht. De middenvelder werd overgenomen van Excelsior, waar hij wel nog tot einde van het seizoen 2024/25 bleef spelen.

## Carrière

### Jeugd
Op jonge leeftijd begon Hatenboer met voetballen bij VOC Rotterdam. In 2013 stapte hij over naar Excelsior en in december van dat jaar naar de jeugd van Sparta. In juli 2015 maakte Hatenboer een overstap naar Ajax Jeugd. Na drie jaar keerde hij terug bij Sparta. Vanaf juli 2019 speelde hij een jaar bij de jeugd van Alphense Boys, om daarna over te stappen naar de jeugd van Feyenoord. Na uitgekomen te zijn in de eerste divisie in de O16 en O17 keerde hij in juli 2022 terug bij Excelsior. In dat seizoen scoorde hij in de bekerwedstrijd tegen Ajax O18, maar Excelsior verloor met 4-1. In de vier wedstrijden van de voorjaarscompetitie O18 Divisie 2 waarin Hatenboer speelde, kwam hij niet tot scoren.

### Excelsior
Op 8 augustus 2024 tekende Hatenboer een contract bij de Rotterdamse voetbalclub Excelsior, voor twee seizoenen met een optie voor een derde. In de eerste vier competitiewedstrijden mocht Hatenboer in de basis plaatsnemen. In de vierde wedstrijd, de uitwedstrijd tegen ADO Den Haag op 30 augustus 2024, scoorde hij zijn eerste doelpunt in de Keuken Kampioen Divisie.

### RSC Anderlecht
Op 29 januari 2025 tekende Hatenboer een contract tot medio 2029 bij RSC Anderlecht. De Brusselse voetbalclub betaalde 2 miljoen euro - plus bonussen - aan Excelsior, dat ook een doorverkooppercentage bedong. De middenvelder werkte het seizoen 2024/25 nog af in Rotterdam. Met Excelsior dwong Hatenboer in de jaargang 2024/25 promotie af naar de Eredivisie, waarna hij definitief naar Anderlecht trok.